# Epicoma melanospila
Espèce
Epicoma melanospila est une espèce de lépidoptères (papillons) de la famille des Notodontidae vivant en Australie.
La chenille se nourrit de plusieurs genres de Myrtaceae, notamment de Callistemon, Eucalyptus, Leptospermum et Kunzea.

## Galerie

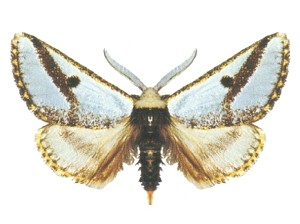